# Ak Welsapar

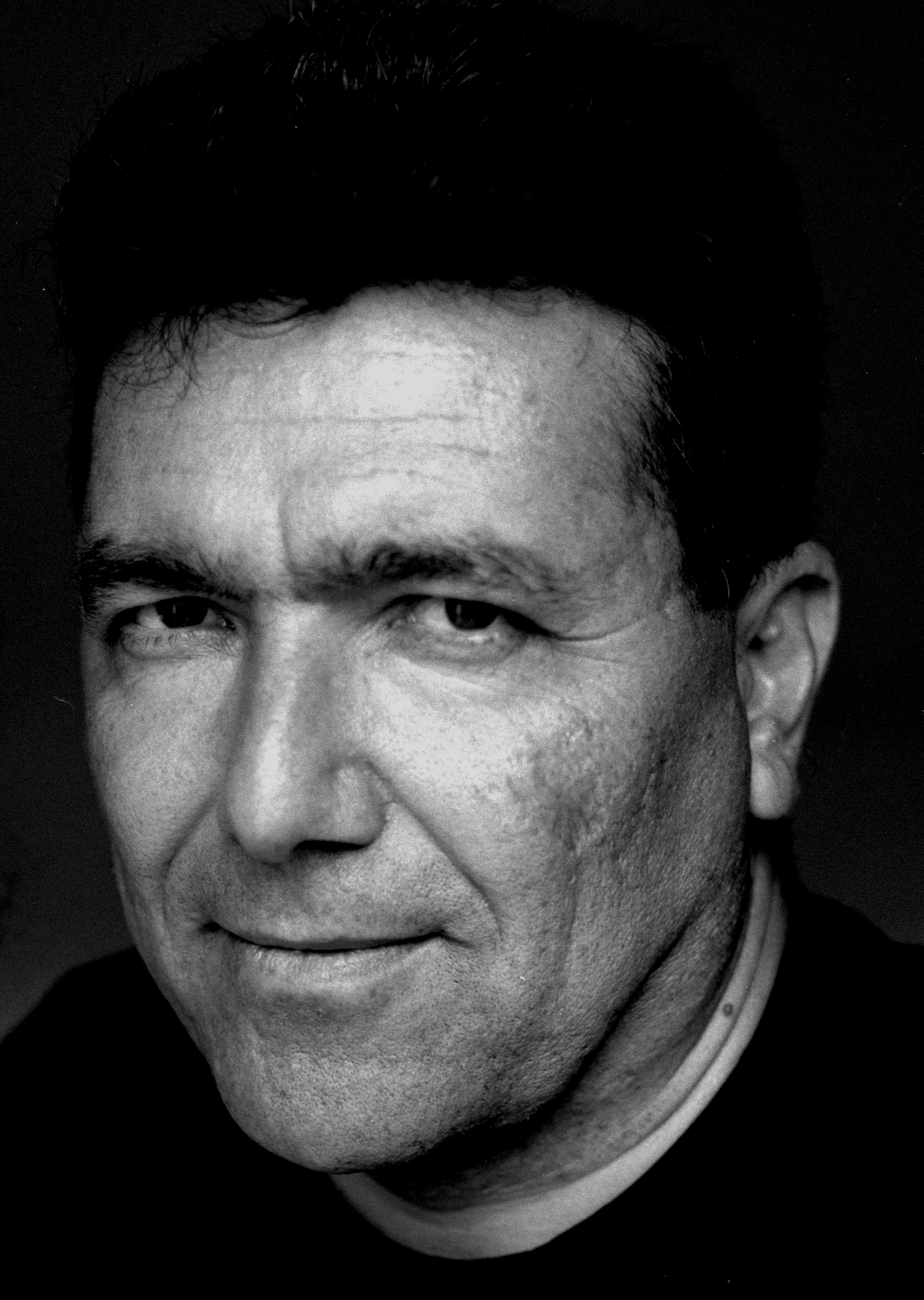
Ak Welsapar 2007. Foto taget från personligt arkiv.

Ak Welsapar (ryska: Ак Вельсапар), även Ak Welsapar, född 19 september 1956, är en turkmensk poet, författare och journalist som lever i exil i Sverige.

## Biografi och verk
Ak Welsapar föddes den 19 september 1956 i den före detta sovjetrepubliken Turkmenistan. Han tog sin magisterexamen i journalistik från M.Lomonosov-universitetet i Moskva år 1979 och sin magisterexamen i litteraturteori från M.Gorkij-litteraturinstitutet i Moskva år 1989. Han skriver sina verk på turkmeniska, ryska och svenska språk.
Ak Welsapar blev medlem i Sovjetunionens Journalistförbund 1982, och den Sovjetiska författarunionen 1987. På grund av hans kamp för det fria ordet uteslöts Ak Welsapar ur både Författar- och Journalistförbundet den 25 augusti 1993. Hans böcker plockades ur bokhandlar och bibliotek i Turkmenistan för att sedan brännas på bokbål.
Ak Welsapar blev internationellt känd när han publicerade undersökande artiklar om Turkmenistans ekologiska problem. Till följd av Aks kritiska artiklar kom journalister från hela världen för att intervjua honom om de gigantiska miljöproblemen i Centralasien. Ak hade avslöjat chockerande hög spädbarns- och mödradödlighet, samt orsakerna till denna fruktansvärda statistik, nämligen makthavarnas order att överanvända kemikalier i jordbruket. Kemikalierna förstörde folkets hälsa och förkortade drastiskt mångas liv, samtidigt som de orsakade en irreversibel skada på hela Centralasiens miljö. Denna överanvändning, som var en direkt följd av bomullsmonokulturen, hade alltid ignorerats av de turkmeniska myndigheterna och därför lett till djupgående ekologiska problem inom landet. Problem som snabbt förvandlades till globala ekologiska besvär där Aralsjöns successiva uttorkning är den mest synliga av dessa ekologiska katastrofer.
De ovan nämnda intervjuerna och Aks egna artiklar publicerades 1987-94 i periodiska publikationer som Literaturnaja Gazeta, Druzhba Narodov, Sovjetisk Kultur, Moskovskie Novosti, Washington Post, International Herald Tribune, The Independent, Asahi, Dagens Nyheter, Hürriyet, men också i andra publikationer i länder som Grekland, Danmark, Kanada och många fler.
Regimen i Turkmenistan, med den ökända diktatorn Saparmurat Nijazov i spetsen, försökte hota Ak Welsapar till tystnad. När detta inte fungerade förklarades han av regimen som "folkets fiende nummer ett" och utsattes för kränkande förföljelser. Ak hämtades till förhör flera gånger och sattes i husarrest under långa perioder, hans verk blev förbjudna att publicera och hans redan utgivna böcker plockades bort från bokhandlar och bibliotek för att brännas på bokbål. Hans familj lämnades inte utanför förföljelserna. Aks maka blev fråntagen sin anställning som lärare och deras 10-årige son fick inte fortsätta sin skolgång. Förföljelserna var anledningen till att Ak lämnade sitt hemland år 1993. Familjen fick år 1994 fristad i Sverige som politiska flyktingar på FN:s kvot. Familjen har varit svenska medborgare sedan 1999.
Ak Welsapar är hedersmedlem i Internationella PEN sedan oktober 1993 och blev medlem i Sveriges Författarförbund år 1996. Han är författare till 14 böcker och hans författarskap har blivit belönat flera gånger. År 1984 fick han ett prestigefullt turkmeniskt litteraturpremium och 1994 fick han ett Human Rights Watch internationella premium för oberoende litterär verksamhet. Ak Welsapar har också flera gånger fått litterära stipendier från Sveriges författarfond.
Ak Welsapar gjorde sin författardebut med barnboken Vem dyker djupast? (1982). För sin roman Melonskallen (1984) fick han ett litteraturpremium i en nationell tävling som hölls i Turkmenistan. Han är idag författare till sammanlagt 14 böcker. Några titlar som kan nämnas är: En lång resa till det nära (1988), Detta mörker är ljusare (1989), en roman som stoppades av censuren i Turkmenistan men som gavs ut av författaren i Sverige 2004, Kroksabeln på den gamla mattan (1990), Mulli Tahir (1992), som förbjöds av den turkmeniska censuren 1993, Rävättens hämnd (1993), Det runda huset (1996), Längtan efter en annan himmel (2005), Om jag vore en vit fågel! (2006).
Ingen av Ak Welsapars böcker kan längre lånas på bibliotek eller köpas i Turkmenistan eftersom hans namn, sedan mer än tio år tillbaka, toppar listan över förbjudna författare i Turkmenistan.

### Kobra
Ak Welsapar är också författare till Kobra (2003), en roman som har fått internationell uppmärksamhet i bland annat Ryssland och USA.
Ludmila Lavrova, en av Rysslands mest respekterade recensenter med mer än 35 års erfarenhet i branschen, skriver i sin recension bland annat följande: "I romanens symfoniska mångröst är invävd den moderna mänsklighetens verklighet, som obönhörligt glider mot ett tillstånd som på filosof- politikerspråket kallas för posthistorien. Här får man en föraning om en världsomfattande tyranni. Hos Welsapar symboliseras tyranniets era av 'den nya typens' diktator, som tillsammans med sina föregångare kunnigt manipulerar med demokratins grundpelare, mänskliga rättigheter, rättvisa, patriotism."
Boken har också recenserats i den prominenta litteraturtidningen World Literature Today, som ges ut kvartalsvis i USA, i numret SEPTEMBER–DECEMBER 2004. Där skriver recensenten Joseph P. Mozur från University of South Alabama bland annat följande rader: "Kobra is a must for all specialists of Central Asia and a great read for anyone interested in the psychology of despots." .